# Mansa (huyện)
Huyện Mansa là một huyện thuộc bang Punjab, Ấn Độ. Thủ phủ huyện Mansa đóng ở Mansa. Huyện Mansa có diện tích 2174 ki lô mét vuông. Đến thời điểm năm 2001, huyện Mansa có dân số 688630 người.